# Salacia multiflora
Salacia multiflora är en benvedsväxtart. Salacia multiflora ingår i släktet Salacia och familjen Celastraceae.

## Underarter
Arten delas in i följande underarter:
- S. m. mucronata
- S. m. multiflora